# Lijst van rivieren in Missouri

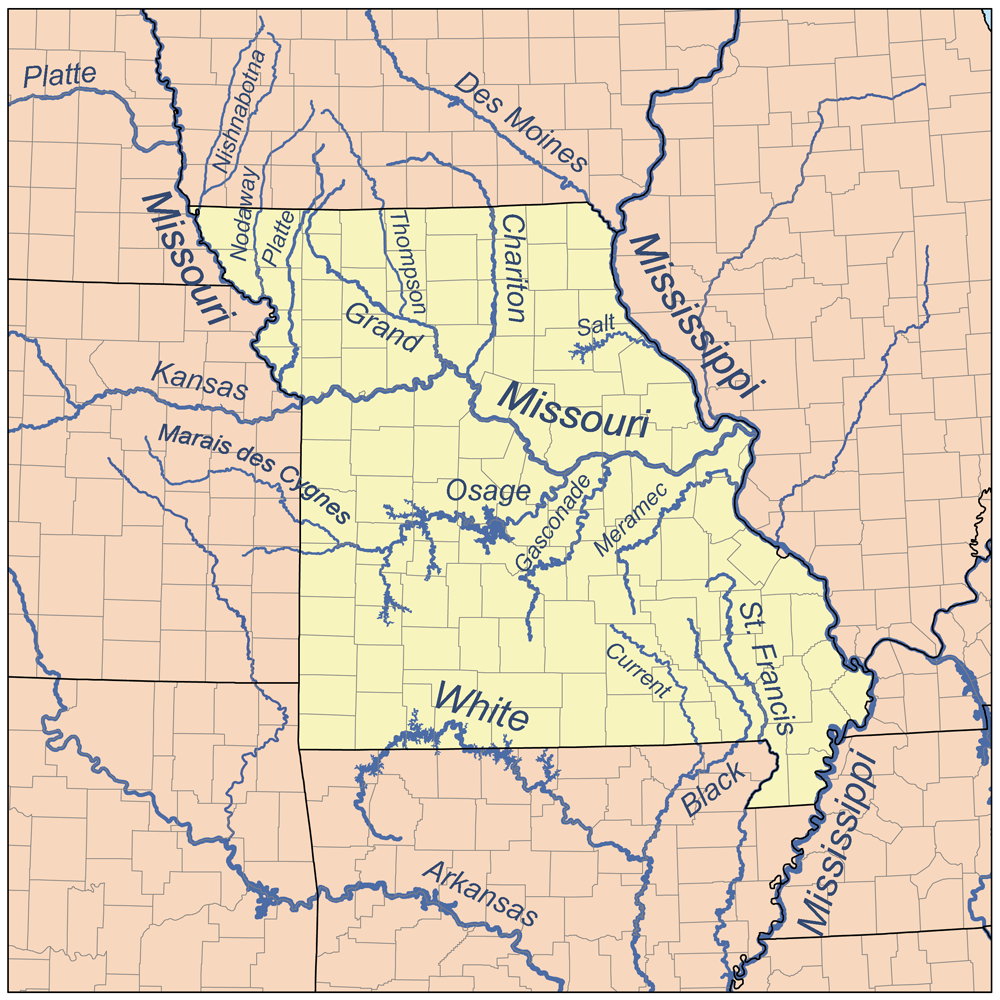
Rivieren in Missouri

Dit is een lijst van rivieren in Missouri.
- Bennetts River
- Big Piney River
- Big River
- Black River
- Blackwater River
- Blue River
- Bourbeuse River
- Cache River
- Castor River
- Chariton River
- Courtois Creek
- Crooked River
- Cuivre River
- Current River
- Des Moines River
- Eleven Point River
- Elk River
- Fabius River
- Fishing River
- Fox River
- Gasconade River
- Grand River
- Green River
- Huzzah Creek
- Jacks Fork River
- James River
- Kings River
- Lamine River
- Little Chariton River
- Little Black River
- Little Blue River
- Little Bourbeuse River
- Little Chariton River
- Little Fabius River
- Little Fox River
- Little Maries River
- Little Meramec River
- Little Niangua River
- Little Osage River
- Little Platte River
- Little Pomme de Terre River
- Little River, zijrivier van de St. Francis River
- Little River, zijrivier van de Weldon River
- Little Sac River
- Little Saint Francis River
- Little Wyaconda River
- Locust Creek
- Loutre River
- Marais des Cygnes River
- Maries River
- Marmaton River
- Meramec River
- Middle River
- Missouri River
- Mississippi River
- Moreau River
- Niangua River
- Nishnabotna River
- Nodaway River
- North Dry Sac River
- North River
- One Hundred and Two River
- Old River
- Osage River
- Platte River
- Pomme de Terre River
- River des Peres
- Sac River
- St. Francis River
- Salt River
- South Grand River
- South River
- Spring River van Missouri en Arkansas
- Spring River van Missouri, Kansas en Oklahoma
- Squaw Creek
- Tarkio River
- Thompson River
- White River
- Whitewater River
- Wyaconda River

Alabama · Alaska · Arizona · Arkansas ·  Californië · Colorado · Connecticut · Delaware · Florida · Georgia · Hawaï · Idaho ·  Illinois · Indiana · Iowa · Kansas · Kentucky · Louisiana · Maine · Maryland · Massachusetts · Michigan · Minnesota · Mississippi · Missouri · Montana · Nebraska · Nevada · New Hampshire · New Jersey · New Mexico · New York ·  North Carolina · North Dakota · Ohio · Oklahoma · Oregon · Pennsylvania · Rhode Island · South Carolina · South Dakota · Tennessee · Texas · Utah · Vermont · Virginia · Washington (staat) · Washington D.C. · West Virginia · Wisconsin · Wyoming